# 马德坤
马德坤（1935年5月—），男，汉族，浙江宁波人，中国钻头专家，曾任西南石油学院教授、博士生导师。